# 擂茶粥
擂茶粥是广东英德农村地区的传统食品，其制作方法是将茶叶置于擂盆内，用木槌擂成粉末，再配以花生油、花生仁、芝麻等配料捣蛋成糊状后，再把煮好的米粥（八九成熟）倒入擂盆搅匀加盐即可。
英德早在唐朝就产茶叶。同时，当时属石灰岩地区，过去人们的生活困难，故以粥作为主食，慢慢发展成为英德特有的传统食品。如今擂茶粥已进入酒楼，成为吸引游客的招牌食品。